# Le Monserrat
Pour les articles homonymes, voir Monserrat et Montserrat.
Le Monserrat (en espagnol : El Monserrate) est un poème narratif en vingt chants, écrit en octava real par le poète valencien Cristóbal de Virués. Il est publié pour la première fois à Madrid en 1587. Il raconte la légende du moine Garín et la fondation du monastère de Monsterrat.

## Sujet
Le sujet est inspiré des légendes ecclésiastiques et pieuses espagnoles du IXe siècle. Garín, ermite dans les rochers escarpés du Montserrat, viole et tue la fille du comte de Barcelone, qui la lui avait confiée pour qu'elle fût libérée du démon. Repenti de ce terrible acte, il part en pénitence à Rome pour implorer le pardon papal.
Arrivé à Rome après diverses aventures, le pape lui ordonne de rentrer à quatre pattes à son ermitage et de s'alimenter d'herbes et de racines jusqu'à ce qu'un enfant lui annonce le pardon de Dieu.
Après sept ans de pénitence, Mirón, frère de la jeune fille assassinée, lui annonce miraculeusement la rédemption de sa faute. Garín confesse sa faute au père de la victime et le conduit jusqu'à l'endroit où il l'avait enterrée.
Mais un miracle a lieu et la jeune fille ressuscite et se consacre à Dieu en fondant le convent de Montserrat. 

## Réception
L'œuvre est un grand succès pendant plus d'un siècle et est traduite dans les principales langues européennes.
Une grande habileté technique a été reconnue à Virués, ainsi que l'élaboration de personnages crédibles et consistants dans ce poème. Le Monserrat est un mélange de motifs hagiographiques et de roman byzantin. Le poète lui-même a retravaillé l'œuvre en une deuxième partie : El Monserrate segundo (« Le Monserrat second »), publié à Milan en 1602.
Dans le chapitre VI de Don Quichotte, Le Monserrat est l'un des livres que Cervantes sauve dans la fiction, dans la scène de la bibliothèque de Don Quichotte, un autodafé des romans de chevalerie :

« — [...] En voici trois autres qui viennent ensemble. Ce sont l’Araucana de don Alonzo de Ercilla, l’Austriade de Juan Rufo, juré de Cordoue, et le Monserrat de Cristóbal de Virués, poète valencien.

— Tous les trois, dit le curé, sont les meilleurs qu’on ait écrits en vers héroïques dans la langue espagnole, et ils peuvent le disputer aux plus fameux d’Italie. Qu’on les garde comme les plus précieux bijoux de poésie que possède l’Espagne. »

— Miguel de Cervantes, « Chapitre VI », Don Quichotte

## Version de référence
- (es) Cristóbal de Virués, El Monserrate, Madrid, Sancha, 1805, 339 p. (lire en ligne) (ou là)